# Anton Alexejewitsch Barsow
Anton Alexejewitsch Barsow (russisch Антон Алексеевич Барсов; * 1. Märzjul. / 12. März 1730greg. in Moskau; † 21. Dezember 1791jul. / 1. Januar 1792greg. ebenda) war ein russischer Philologe, Übersetzer und Hochschullehrer.

## Leben
Barsows Vater Alexei Kirillowitsch Barsow war Direktor der Moskauer Synodaldruckerei. Zusammen mit Theophylakt Lopatinski und Sophronius Lichud aktualisierte Barsow die Slawische Bibel. Alexei Barsow wurde 1732 von der Geheimkanzlei verhaftet wegen der Abgabe eines Schriftsatzes für Bücher religiösen Inhalts aus der Druckerei und Aufbewahrung einer handschriftlichen kritischen Biografie Theophan Prokopowitschs und starb 1736 im Gefängnis.
Anton Barsow wurde im Alter von 8 Jahren Schüler der Academia Slavo-Graeco-Latina in Moskau, obwohl nur Schüler im Alter von 13 bis 20 Jahren angenommen werden sollten. 1748 wurde er dank der Fürsprache Wassili Kirillowitsch Trediakowskis als einer der 30 fähigsten Latein-Schüler nach St. Petersburg zum Studium an der Akademischen Universität der St. Petersburger Akademie der Wissenschaften geschickt. Er wurde sehr positiv von Johann Eberhard Fischer beurteilt. 1753 schloss Barsow das Studium als Magister der Philosophie und freien Wissenschaften ab. Er studierte weiter Philosophie und Sprachen, übersetzte wissenschaftliche Arbeiten und lehrte Mathematik an der Universität.
1755 wurde Barsow eingeladen, an der in diesem Jahr zu eröffnenden neuen Universität Moskau den Lehrstuhl für Mathematik zu übernehmen. Bei der Eröffnung im April 1755 hielt er eine Rede über den Nutzen der Gründung der Universität Moskau. Allerdings erfolgte Barsows Vorlesungsankündigung erst 1757, wie Stepan Petrowitsch Schewyrjow feststellte. 1761 wurde Barsow ordentlicher Professor auf dem Lehrstuhl für Rhetorik des verstorbenen Nikolai Nikititsch Popowski. Barsow hielt bis zu seinem Tode Vorlesungen über Grammatik, Rhetorik und Poetik. In den 1760er Jahren war er Inspektor der beiden Abteilungen des Universitätsgymnasiums. 1763 verfasste er nach Gedanken Iwan Iwanowitsch Bezkois einen Generalplan für ein Moskauer Bildungshaus. Barsows Hauptwerk war seine Grammatik der russischen Sprache, die allerdings erst 200 Jahre später erschien.
Barsow gab 1756–1765 die Moskowskije Wedomosti heraus. Er wurde 1771 Zensor der in der Druckerei der Universität Moskau gedruckten Bücher. Barsow war Sekretär der Literatur- und Wissenschaftsgesellschaft Freie Russische Gesellschaft an der Universität Moskau, die 1771 von dem Universitätskurator Iwan Iwanowitsch Melissino gegründet wurde und bis 1787 bestand. 1775 übersetzte Barsow den zweiten Teil des zweibändigen staatswissenschaftlichen Lehrwerks Institutions politiques des Barons Jakob Friedrich von Bielfeld, der auf Anweisung Katharinas II. gedruckt wurde. 1782 war Barsow zusammen mit Johann Matthias Schaden an dem Konflikt Melissinos mit dem Freimaurer Johann Georg Schwarz beteiligt. 1783 nahm Barsow auf Einladung an der ersten Sitzung der von Fürstin Jekaterina Romanowna Woronzowa-Daschkowa geleiteten Russischen Akademie teil, die unter Nikolaus I. in der St. Petersburger Akademie der Wissenschaften aufging. Kurzzeitig beteiligte sich Barsow an der Erstellung des Wörterbuchs der Russischen Akademie. 1789 wurde er Vorsitzender der Gesellschaft der Freunde der Gelehrsamkeit und darauf Ehrenmitglied der Großherzöglichen Lateinischen Gesellschaft zu Jena
Barsows Neffe Alexander Dmitrijewitsch Barsow übersetzte Werke von Carl Gustav Jacob Jacobi, August Ludwig von Schlözer und Johann Friedrich Weidler.